# Любініцько
Любініцько (пол. Lubinicko, нім. Merzdorf) — село в Польщі, у гміні Свебодзін Свебодзінського повіту Любуського воєводства.
Населення — 575 осіб (2011).
У 1975-1998 роках село належало до Зеленогурського воєводства.

## Демографія
Демографічна структура станом на 31 березня 2011 року:
|          | Загалом | Допрацездатний вік | Працездатний вік | Постпрацездатний вік |
| -------- | ------- | ------------------ | ---------------- | -------------------- |
| Чоловіки | 263     | 58                 | 186              | 19                   |
| Жінки    | 312     | 71                 | 187              | 54                   |
| Разом    | 575     | 129                | 373              | 73                   |